# قطعنامه ۲۲۸ شورای امنیت
قطعنامه ۲۲۸ شورای امنیت سازمان ملل متحد که در تاریخ ۲۵ نوامبر ۱۹۶۶ تصویب شد، سندی بین‌المللی دربارهٔ مسئلهٔ فلسطین است. این قطعنامه طی نشست ۱۳۲۸ام
با ۱۴ موافق،۰ مخالف و۱ ممتنع تصویب شد.